# Глоденій-Гиндулуй
Глоденій-Гиндулуй (рум. Glodenii Gândului) — село у повіті Ясси в Румунії. Входить до складу комуни Цибенешть.
Село розташоване на відстані 294 км на північ від Бухареста, 31 км на південний захід від Ясс.

## Населення
За даними перепису населення 2002 року у селі проживали 2498 осіб, усі — румуни. Усі жителі села рідною мовою назвали румунську.